# Jesper Björkman
Jesper Björkman (sinh ngày 29 tháng 4 năm 1993) là một cầu thủ bóng đá người Thụy Điển thi đấu cho Gefle IF ở vị trí hậu vệ.